# Seznam osebnosti iz Občine Kidričevo
Seznam osebnosti iz občine Kidričevo vsebuje osebnosti, ki so delovale in še delujejo v  občini Kidričevo.

## Duhovniki in redovniki
Rojeni v krajih današnje občine Kidričevo
- Eginhard Matevžič (29. april 1839, Cirkovce – 1909, Admont) šolski svetnik, gimnazijski profesor, dobitnik cesarske spominske medalje
- Ivan Mlakar (5. junij 1845, Župečja vas – 16. april 1914, Maribor), teolog, bogoslovni pisatelj, publicist, stolni dekan, šolski nadzornik, profesor dogmatike na univerzi v Gradcu, urednik  Slovenskega gospodarja in Südsteierische Post
- Emanuel Drevenšek (26. februar 1869, Lovrenc na Dravskem polju – 19. december 1897, Nemška vzhodna Afrika), misijonar, duhovnik, redovnik, kapucin
- Andrej Tumpej  (20. november 1886, Lovrenc na Dravskem polju – 5. marec. 1973, Beograd), lazarist, misijonar, društveni delavec, nabožni pisec, prvi urednik lista Katoliški misijoni

V Lovrencu, Cirkovcah, Kidričevem in na Ravnem polju delujoči duhovniki
- Jurij Kačič, kaplan, od 1661 prvi znani katoliški duhovnik v Cirkovcah
- Gregor Schweinzer (rojen v  Lembachu), leta 1683 omenjen kot prvi vikar v Cirkovcah v cerkvi Device Marije
- Jurij Repa (rojen okoli 1742 v  Hrastovcu v Slovenskih goricah), župnik, učitelj verouka, kaplan; velja za ustanovitelja lovrenške šole
- Matija Čiolič (16. januar 1753, Središče ob Dravi – 16. oktober 1836, Cirkovce), duhovnik, narodni buditelj
- Matej Slekovec (6. avgust 1846, Negova – 15. december 1903, Ljubljana), duhovnik in zgodovinar, pisec kronik, kaplan - Župnija sv. Lovrenca na Dravskem polju. Krajepisno – zgodovinske črtice[1][2].
- Franc S. Korošec (27. januar 1861, Bukovci – 2. junij. 1934, Sveti Križ pri Rogaški Slatini), kaplan, urednik Slovenskega gospodarja, svetovalec škofa  Strossmayerja, častni kanonik lavantinske škofije
- Jožef Ozmec (18. februar 1866, Obrež – 24. november 1923, Ljutomer) kurat, župnik; štajerski deželni poslanec, gospodarski organizator

## Učitelji in profesorji
- Andrej Freytag (1759, Ptuj – 26. oktober 1814, Cirkovce); prvi znani učitelj v Cirkovcah
- Andrej Vrabl prvi učitelj in vodja šole v Lovrencu, čebelar
- Ivan Keržner organist in prvi učitelj na osnovni šoli v Lovrencu
- Miha Nerat (26. januar 1845, Hotinja vas – 29. maj 1922, Maribor), učitelj, šolnik, šolski nadzornik, urednik Popotnikovega koledarja za slovenske učitelje, založnik
- Vladimir Rimski Korsakov (rojen 1857); direktor kadetske šole v  Strnišču, sorodnik ruskega skladatelja
- Alojzij Knafelc (2. julij. 1910, Rojan – 1975), ravnatelj, učitelj
- Mara Urih (22. avgust 1929, Jablance pri Mariboru – 13. maj 2017), učiteljica, delovala pri folklorni skupini, ustanoviteljica tamburaškega orkestra v Cirkovcah
- Branko Tonejc (16. november 1947, Ptuj), učitelj in ravnatelj v OŠ Kidričevo, politik, športnik - med ustanovnimi člani Telovadnega društva Partizan Kidričev in Teniškega kluba Ptuj
- Viljem Podgoršek (10. oktober 1957, Dragonja vas); gimnazijski profesor, zbiratelj, lastnik zasebnega muzeja mineralov in fosilov Pangea v Dragonji vasi, pisec strokovnih člankov, popotnik

## Pesniki, pisatelji, publicisti, strokovni pisci, uredniki, novinarji
- Avguštin Stegenšek  (7. julij 1875, Tevče nad Svetim Lenartom – 26. marec 1920, Maribor), umetnostni zgodovinar, teolog, duhovnik
- Vinko Korže (1895–1962, Cirkovce) pisec ljudskih iger, kulturni delavec, pobudnik in ustanovitelj folklorne skupine Cirkovce, organizator za snemanje dokumentarnih filmov, gostilničar
- Ivan Delpin (25. marec 1905, Podgora – 17. november 1993, Pliskovica),  pesnik, duhovnik
- Zoran Hudales (16. november 1907, Bovec – 13. julij 1982, Izola), pesnik, pisatelj, dramatik
- Anton Klasinc (31. maj 1908, Dragonja vas – 13. junij 1979, Maribor) zgodovinar, ptujski arhivar; profesor, strokovni pisec
- Rado Bordon (16. november 1915, Trst – 19. junij 1992, Ljubljana), pesnik, prevajalec in publicist
- Branko Hofman (29. november 1929, Rogatec – 12. junij 1991, Ljubljana); pisatelj, dramatik, esejist,  urednik, prevajalec, novinar v Kopru in Mariboru, pisec mladinskih del
- Stanislav Napast (2. september 1948, Mihovce) geograf, profesor, ravnatelj muzeja in Dijaškega doma, zaposlen v občinski upravi, 1999–2006 vodja skupne občinske uprave na Ptuju, pisec strokovnih del
- Zdenko Kodrič (3. junij 1949, Cirkovce) novinar, dramatik, pisatelj, častni občan občine Kidričevo 2004, Grumov nagrajenec
- Sonja Votolen (21. februar 1956, Maribor), slavistka, anglistka, pesnica, pisateljica, dramatičarka, publicistka, učiteljica
- Rosvita Pesek (22. april 1965, Maribor) novinarka, TV voditeljica, urednica
- Radovan Pulko (21. julij 1971, Ptuj) geograf, zgodovinar, soustanovitelj in predsednik Zgodovinskega društva Kidričevo, avtor turistično-zgodovinske poti v Kidričevem
- Peter Srpčič (30. avgust 1972, Ptuj) pesnik, režiser, direktor ptujskega gledališča, publicist

## Delavci kulturnih, športnih in drugih društev, znanstveniki in strokovnjaki
- Franc Seraf Anton Blagatinšek (19. maj 1755, Rogatec – 12. februar 1820, Njiverce), kmetijski strokovnjak, ekonom, lastnik in utemeljitelj štajerske ovčereje, komisar nabornega okraja.
- Janko Urbas (10. maj 1877, Lovrenc na Dravskem polju – 19. januar 1968, Maribor) gozdarski strokovnjak in strokovni pisec srednješolskih učbenikov
- Franc Dolenc (14. avgust 1912 – 7. marec 1997) gasilec, nižji častnik, 25 let predsednik in 25 let tajnik PGD Lovrenc, pisec
- Stojan Cigoj (27. junij 1920, Strnišče – 19. september 1980, Ljubljana) pravnik, nekdanji član SAZU, strokovni pisec
- Marjan Berlič (5. december 1921, Ptuj) nogometaš, športni delavec, učitelj
- Anton Brglez (20. februar 1927, Šikole – 6. julij 2014) kulturni delavec, dolgoletni vodja in predsednik folklornega društva v Cirkovcah, predsednik Cirkovškega planinskega društva, nekdanji predsednik in častni predsednik CIOFF Slovenije, častni občan občine Kidričevo 2005
- Damjan Gajser (8. maj 1970, Maribor) nogometaš
- Saša Gajser (11. februar 1974, Maribor) nogometaš

## Likovniki, fotografi, arhitekti
- Ivan Sojč (10. maj 1879, Ljubnica – 21. marec 1951, Maribor), kipar
- Edvard Ravnikar (4. december 1907, Novo mesto – 23. avgust 1993, Ljubljana), arhitekt
- Danilo Fürst (6. april 1912, Maribor – 1. avgust 2005, Logatec) arhitekt, pionir montažne gradnje v Sloveniji
- Roža Piščanec (7. julij 1923, Lovrenc na Dravskem polju – 29. september 2006, Ljubljana) slikarka in ilustratorka
- Stojan Kerbler (23. november 1938, Maribor), inženir, umetniški fotograf, energetik. Častni član v DPD Kidričevo.
- Bogomir Jurtela (2. september 1940, Spodnje Jablane), slikar, učitelj, ravnatelj; 1991–1996 podpredsednik občinskega sveta Kidričevo.
- Viktor Gojkovič (24. junij 1945, Ptuj) akademski kipar, restavrator
- Irena Tušek (1. marec 1954, Ptuj) likovna pedagoginja, učiteljica, slikarka, članica ptujske likovne sekcije pri DPD Kidričevo
- Bojan Lubaj (14. junij 1957, Ptuj), slikar, učitelj, šahist, vinogradnik, član likovne sekcije DPD Kidričevo
- Bogdan Babšek (11. julij 1977) podjetnik, amaterski fotograf

## Glasbeniki
- Davorin Beranič (19. november 1879, Zgornje Jablane – 29. december 1923, Ptuj), glasbeni teoretik, filolog, strokovni pisec, publicist in čebelar
- Bogdana Stritar (1. september 1911, Solkan – 14. avgust 1992, Ljubljana), operna pevka
- Maks Vaupotič (18. november 1917, Lancova vas – 18. avgust 2017, Dravinjski vrh), zborovodja, organist, v Kidričevem ustanovil tovarniško godbo, pevski zbor in tamburaški orkester
- Branko Rajšter (11. julij 1930, Šoštanj – 2. december 1989, Maribor) akademski glasbenik, zborovodja, dirigent, univerzitetni profesor, učitelj in ravnatelj
- Drago Klein učitelj tamburice, vodja Tamburaškega orkestra Cirkovce

## Naravoslovci
- Lado Kosta (11. februar 1921, Strnišče – 13. januar 1986, Ljubljana) kemik, strokovni pisec
- Franjo Gnilšek (29. januar 1934, Cirkulane), kemik, politik, vodja laboratorija in tehnični direktor v Tovarni glinice in aluminija, pesnik
- Marko Homšak (2. avgust 1960) kemik
- Marko Drobnič (17. oktober 1974, Ptuj), kemik, menedžer, predsednik uprave  Taluma

## Župani in politiki
- Andrej Debenak (1908, Cirkovce – 6. september 1979, Beograd), učitelj in diplomat
- Vojteh Rajher (19. april 1938), inženir metalurgije in predsednik Skupščine občine Ptuj, župan med letoma 1990–94
- Alojz Šprah (22. junij 1943), župan Kidričevega 1995–2002, gozdarski tehnik
- Zvonimir Holc (15. februar 1959, Ptuj – 2. februar 2008, Ločki vrh), svetnik, župan, politik, večletni predsednik Občinskega odbora SDS v Občini Kidričevo; kulturni delavec, strojni tehnik

## Ostali
- Franc Čuček (16. januar 1882, Kutinci – 1969), veletrgovec, industrialec
- Janko Pislak (13. november 1934, Doklece  – 16. april 2013, Lovrenc na Dravskem polju), čebelar, inovator
- Rajko Topolovec (26. avgust 1937, Jastrebci), zgodovinopisec, izumitelj, inženir organizacije dela v Talumu, član zgodovinskih društev v Ormožu in Kidričevem, publicist
- Jože Glazer (16. oktober 1950, Ptuj), sociolog, kadrovski menedžer, politik, ustanovitelj in prvi predsednik Društva sociologov in politologov Ptuj  ter Društva kadrovskih delavcev Ptuj
- Zlatko Čuš (5. avgust 1960, Ptuj), elektrotehnik, raziskovalec, učitelj, inženir, športni padalec in sodnik